# Melaloncha flavilata
Melaloncha flavilata är en tvåvingeart som beskrevs av Brown 2004. Melaloncha flavilata ingår i släktet Melaloncha och familjen puckelflugor.
Artens utbredningsområde är Colombia. Inga underarter finns listade i Catalogue of Life.